# Motyé

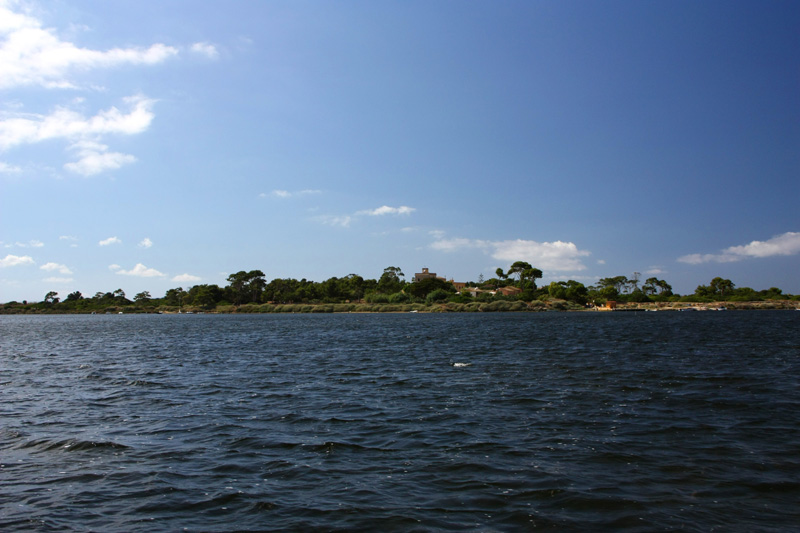
Vue générale de l'île

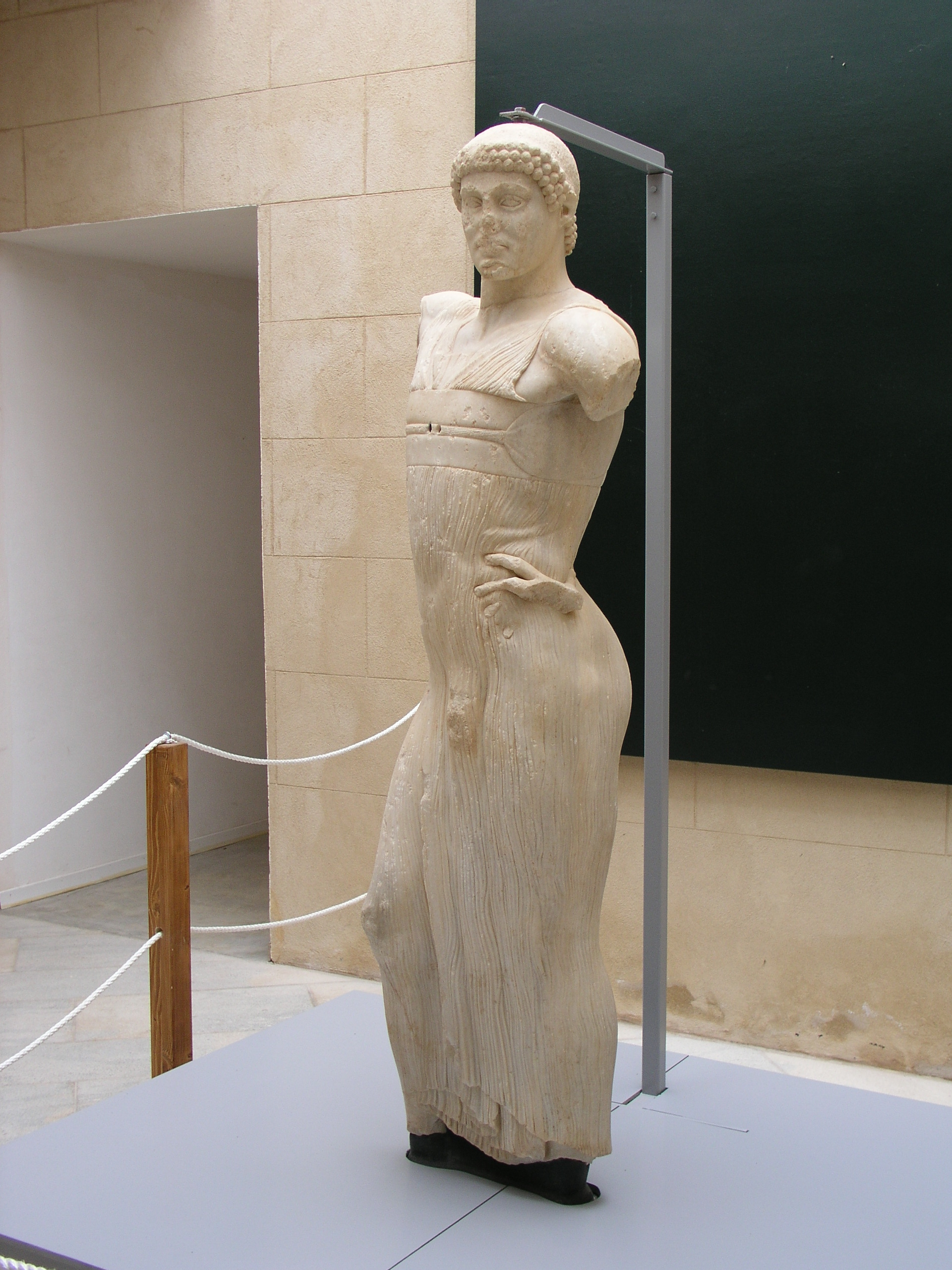
Éphèbe au musée de Motyé

Motyé ou Motya (grec : Μοτύη (ionien) ou Μοτύα (attique) ; italien : Mozia (err. Mothia) ; sicilien : Mozzia), est une ancienne et puissante cité phénico-punique de la côte occidentale de la  Sicile, entre Drépane (l’actuelle Trapani) et Lilybée (l’actuelle Marsala).
Elle était située sur une petite île nommée au XIe siècle San Pantaleo (Saint-Pantaléon) par des moines de l'ordre des Basiliens, ensuite rebaptisée Mozia selon le nom de l’ancienne cité, à environ 1 km de la côte sicilienne à laquelle elle était reliée par une chaussée artificielle pouvant être empruntée par des chariots à larges roues.
La cité fut détruite lors d'un siège fameux en 397 av. J.-C., mais le site continua d'être habité par la suite, sans toutefois retrouver sa grandeur passée. L'île a fait l'objet de fouilles approfondies tout au long du XXe siècle, et les recherches s'y poursuivent. Les découvertes sont exposées dans un musée local, le Musée Whitaker.

## Géographie

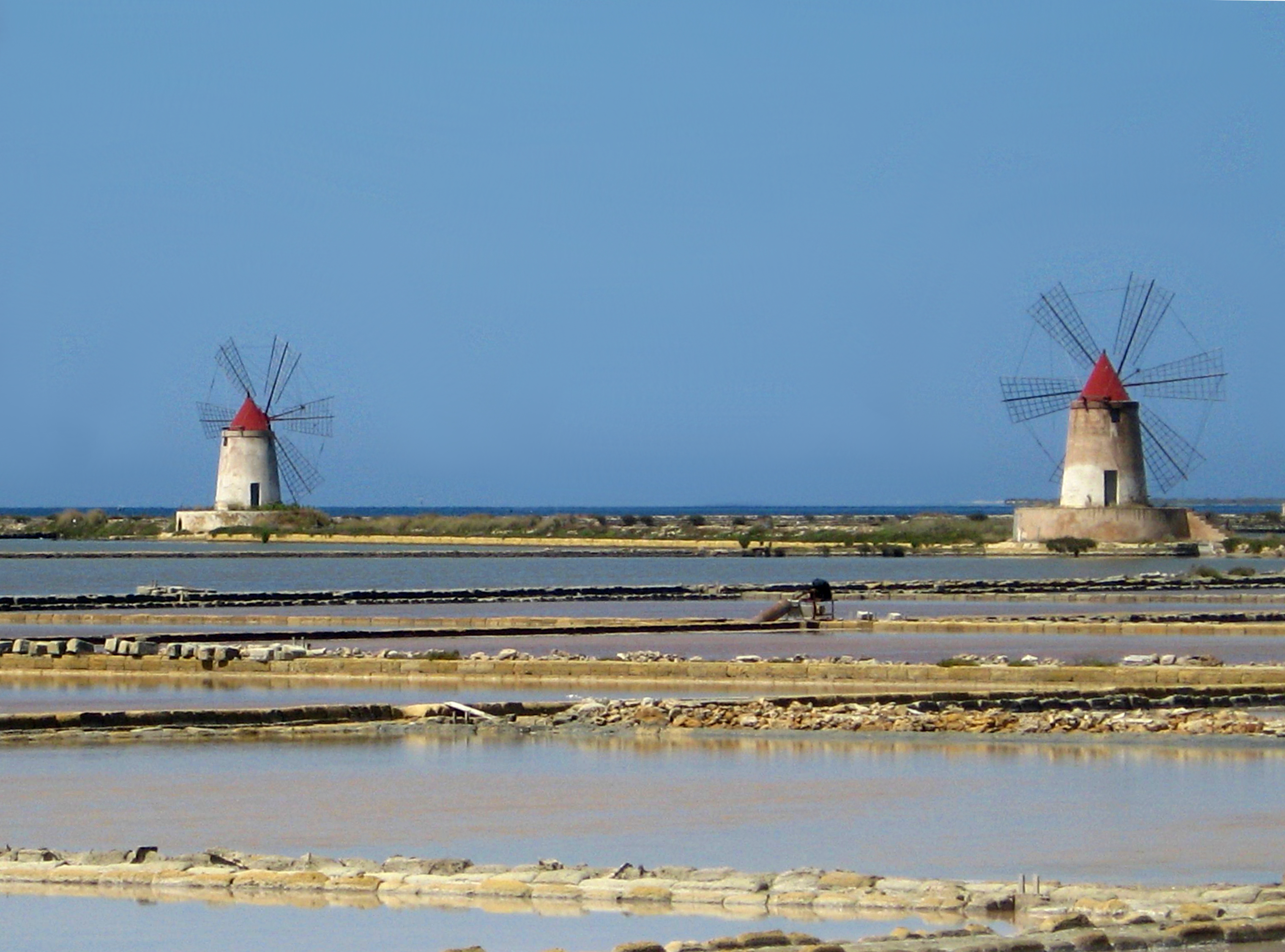
Marais salants et moulins à vent sur l'île de Motyé. Juin 2011.

L'îlot, situé sur la côte occidentale de la Sicile, a une superficie d'environ 45 ha et a une forme quasi circulaire. L'île est située dans une lagune barrée par l'Isola Grande, et au centre de l'actuelle réserve naturelle dite riserva naturale regionale delle Isole dello Stagnone di Marsala.
Le sol est constitué d'une roche calcaire friable.

Localisation et plan de Motyé
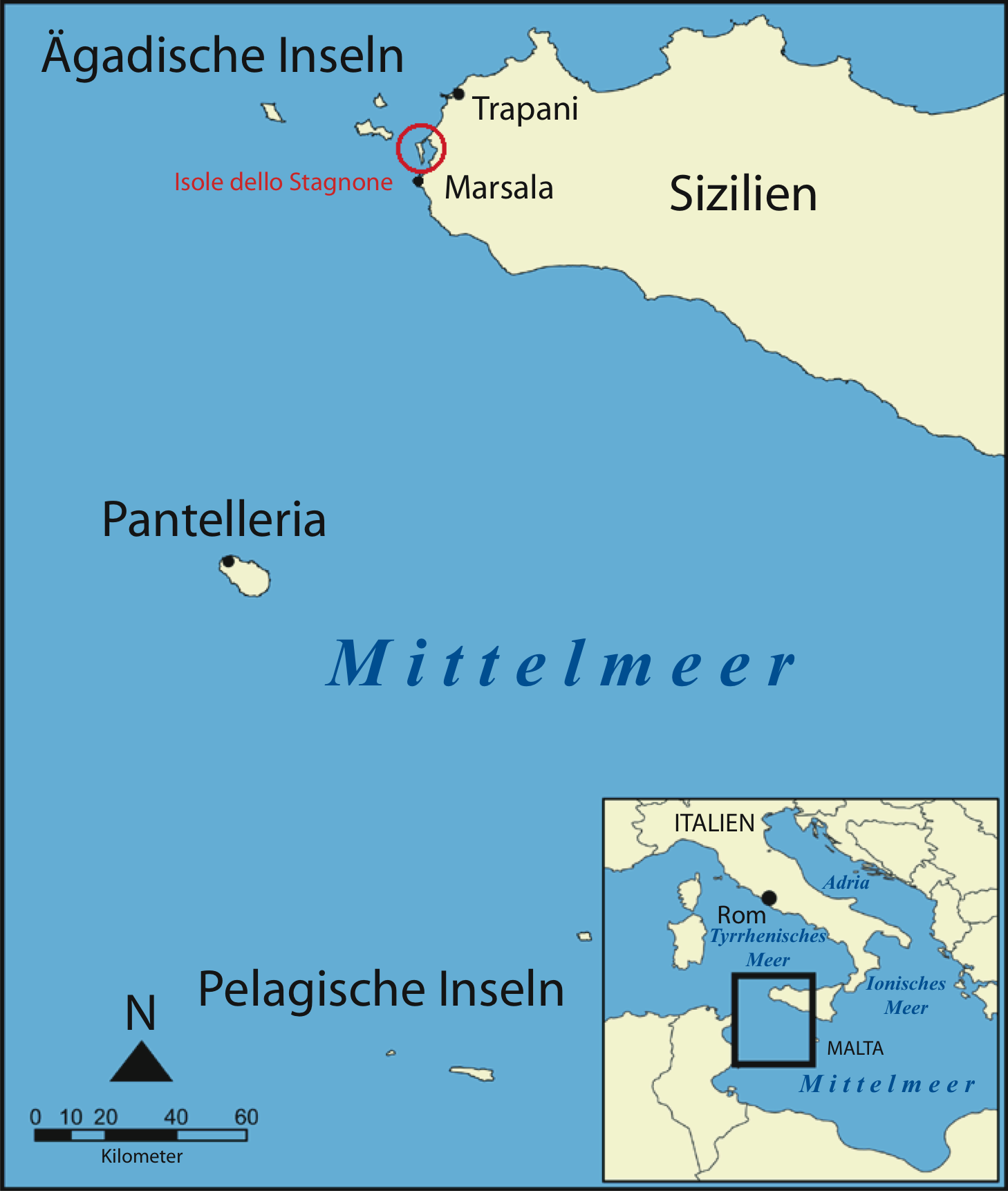
Situation de Motyé, au large de la côte occidentale de la Sicile
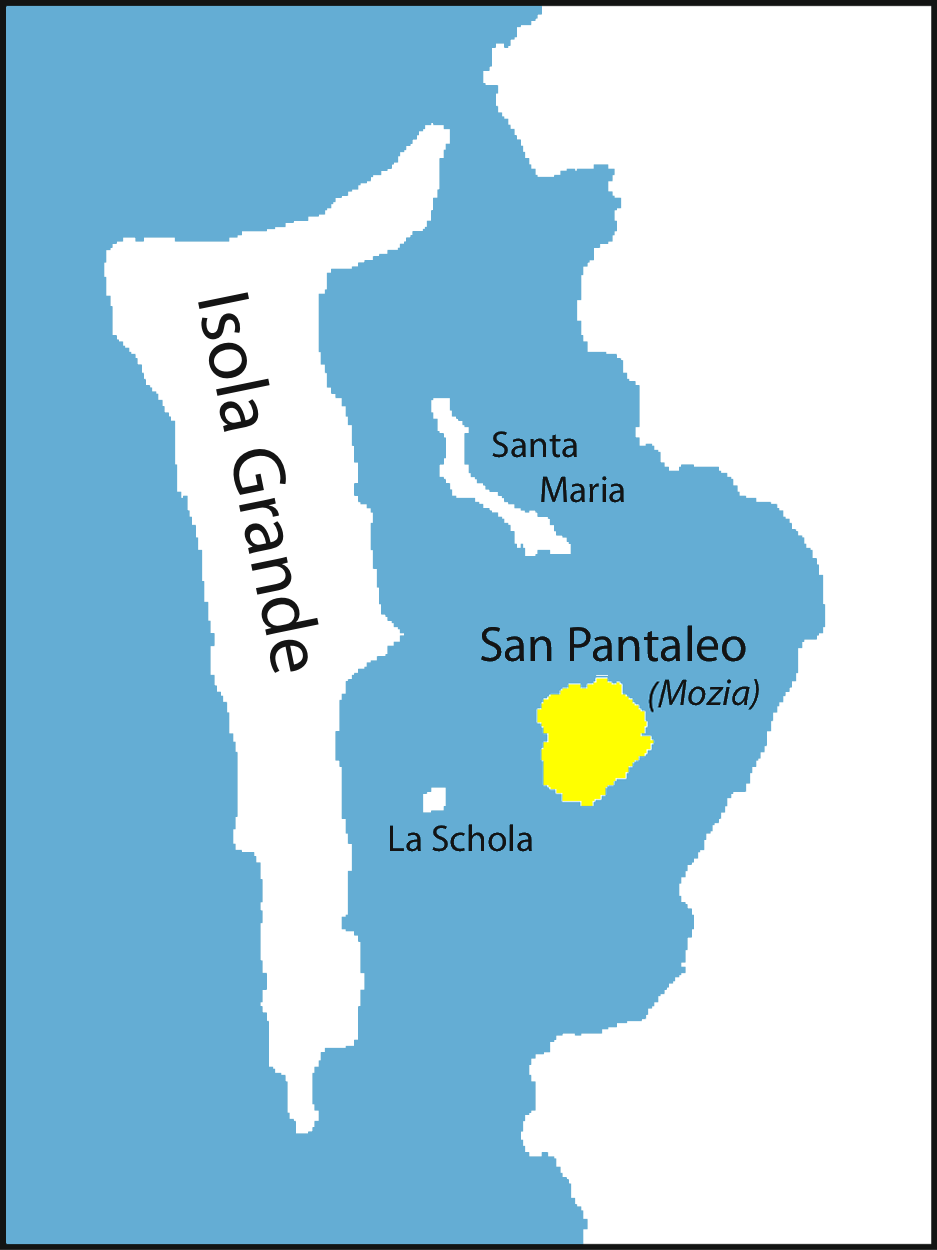
Situation de Motyé, face à Lilybée (Marsala)
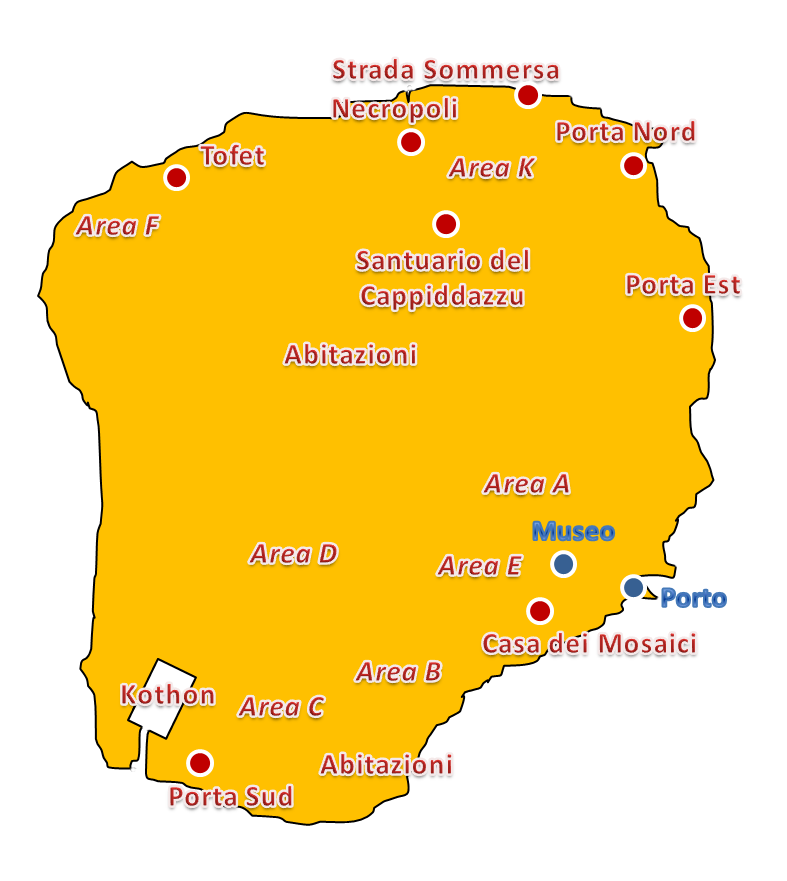
Plan de Motyé en italien

## Histoire
Les fouilles ont montré une occupation depuis l'âge du bronze du futur site de Motyé, l'île étant toutefois déserte à l'arrivée des Phéniciens.

### Une colonie phénicienne

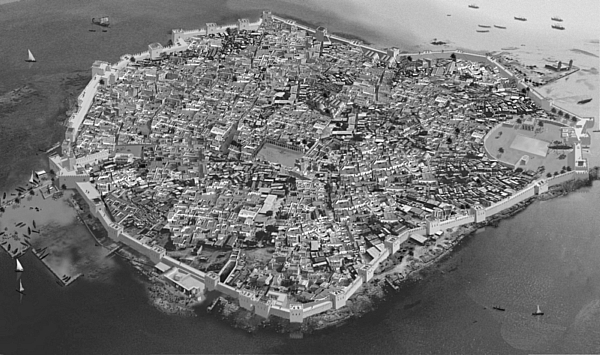
Vue d'artiste de l'île vers la fin du

La fondation de la cité remonte probablement au VIIIe siècle. Elle était à l’origine une colonie phénicienne portant le nom de Mtw, Mtw ou Hmtw. Le nom, d'origine sémitique, signifierait la filature. Les Phéniciens choisissaient souvent des sites similaires pour leurs fondations. Au début, Motyé ne fut probablement qu'une simple étape commerciale (ou emporion), qui s'est peu à peu agrandie, jusqu'à devenir une cité importante et prospère, fortifiée au VIe siècle par 2,8 kilomètres de tours sur les restes d’une muraille antérieure et agrémentée d'un port intérieur, relié à la mer par un canal. Selon, Diodore « elle se faisait remarquer par la beauté et le grand nombre de ses maisons, très bien construites, et par l’opulence de ses habitants. Une étroite chaussée, ouvrage de l’homme, la faisait communiquer avec le rivage de la Sicile ».
Les anciens Grecs, selon une de leurs coutumes, lui donnèrent une origine légendaire et faisaient dériver son nom de celui d’une femme dénommée "Motya", qui aurait dénoncé à Héraclès le vol de ses bœufs. Cette légende se diffusa alors qu’existaient au même moment d’autres établissements phéniciens en Sicile, époque tardive durant laquelle la cité fut sous la gouvernance ou plus simplement vassale de Carthage. Aussi Diodore la qualifie-t-il de colonie carthaginoise, mais il est probable que ce n’est pas rigoureusement exact.
En dépit de ces conditions de son importance précoce et de sa prospérité, le nom de Motyé est rarement mentionné dans l’histoire avant son siège mémorable lors de la deuxième guerre gréco-punique. Il est cité la première fois par Hécatée, et Thucydide la remarque parmi les colonies principales des Phéniciens en Sicile  qui subsistent encore à l’époque de l’expédition athénienne, -415. Quelques années après (-409), lorsque l’armée punique sous le commandement d’Hannibal de Giscon débarqua sur le promontoire de Lilybée, ce général laissa sa flotte en sécurité dans le golfe entourant Motyé, tandis qu’il avançait avec ses forces terrestres le long de la côte afin d’attaquer Sélinonte.
Après la chute de cette dernière cité, on nous raconte qu’Hermocrate, le syracusain en exil qui s’était établi sur ces ruines avec une nombreuse suite de partisans, dévasta les territoires de Motyé et de Panorme et de nouveau pendant la seconde expédition des Carthaginois sous la direction d’un général Hamilcar (-407), ces deux sites devenant une station permanente de la flotte punique.
Comme les colonies grecques croissaient en nombre et en importance, les Phéniciens abandonnèrent peu à peu leurs établissements à proximité immédiate des nouveaux venus, et se concentrèrent sur leurs trois principales colonies de Solonte, Panorme (l’actuelle Palerme), et Motyé.
Cette dernière, de par sa proximité avec Carthage et sa situation privilégiée pour les échanges avec l’Afrique, autant que l’avantage de la configuration géographique de sa position, devint une des forteresses principale des Puniques et une de leurs principales cités commerciales de l’île.

### Le siège de Motyé (-397)

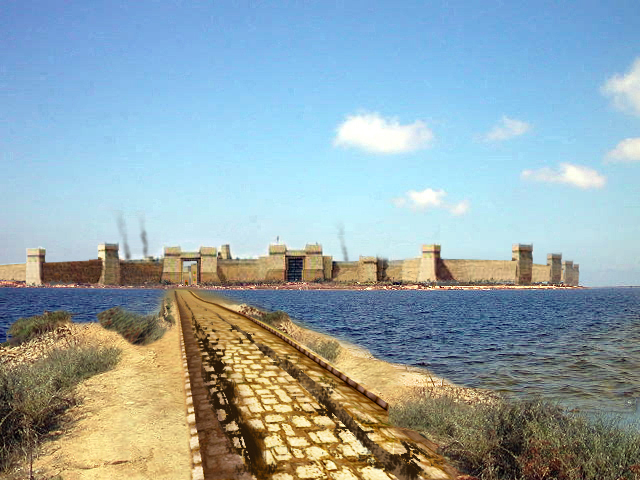
L'île fortifiée de Motyé avec la chaussée de liaison avec la terre ferme (reconstitution)

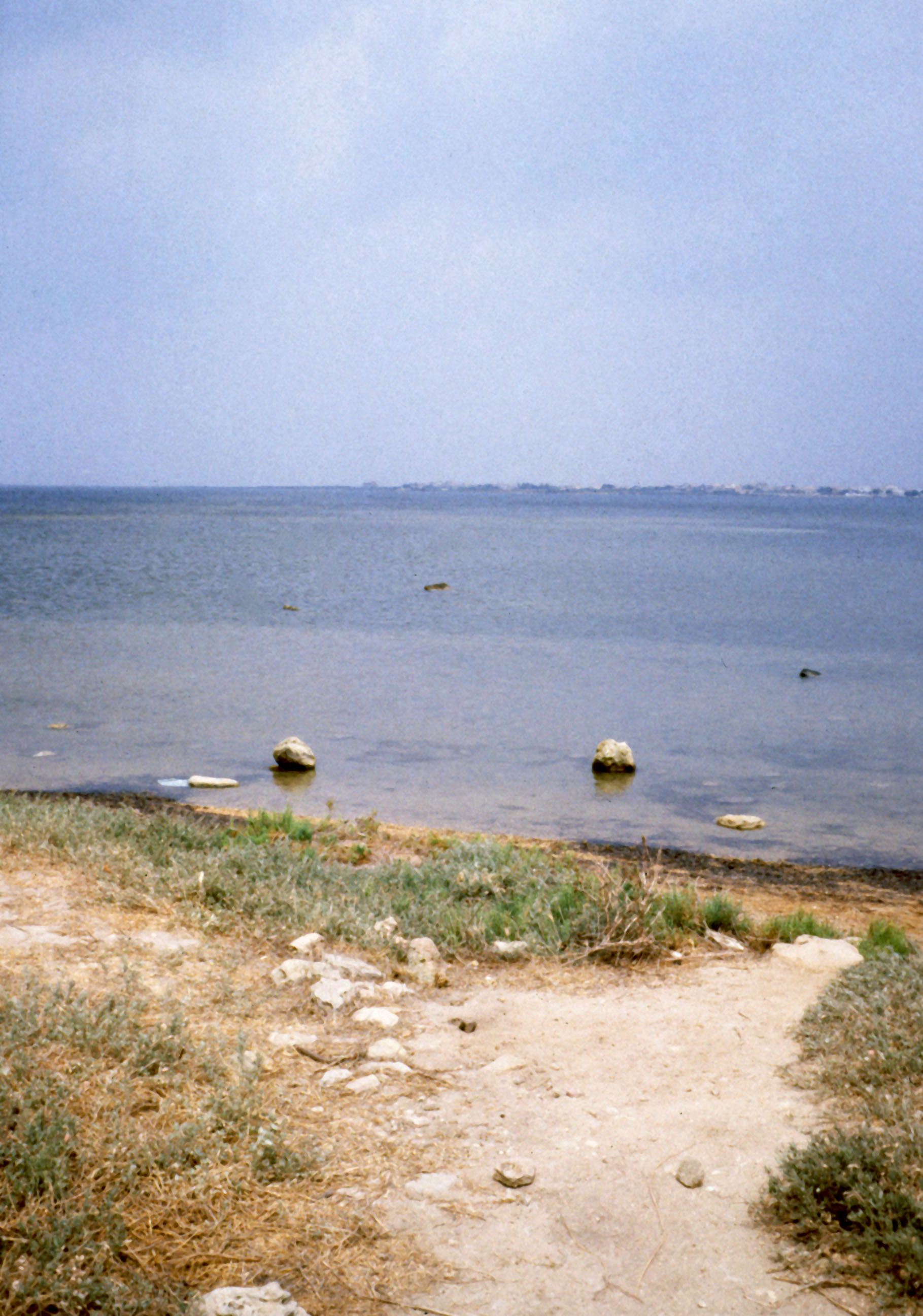
Départ de la chaussée submergée

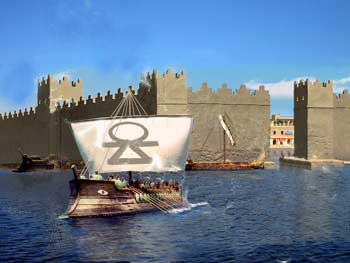
Entrée du cothon (reconstitution)

C’était la position que Motyé avait ainsi atteint qui acheva de convaincre Denys l'Ancien de concentrer ses principaux efforts vers sa réduction, lorsqu’en -397 il envahit à son tour le territoire carthaginois de Sicile. Les habitants de la cité assiégée, escomptant l’aide de Carthage, se préparèrent à une résistance acharnée et, coupant la chaussée qui les unissait à la terre ferme, contraignirent Denys au processus fastidieux et laborieux de construction d’une butte dans l’espace intermédiaire.
Lorsque cela fut accompli, et que les machines militaires de Denys (parmi lesquelles la formidable catapulte qui fit son apparition pour la première fois à cette occasion) furent amenées vers les murs, les Motyens continuèrent leur résistance désespérée, et après que les murs et les tours eurent été submergés par les forces écrasantes des ennemis, ils défendirent leur cité rue après rue, maison après maison.
Cette lutte acharnée accrut seulement l’exaspération des Grecs siciliens envers les Carthaginois, et lorsqu'enfin les troupes de Denys se furent rendues maîtresses de la ville, elles passèrent toute la population survivante au fil de l’épée, hommes, femmes et enfants. Une grande masse de richesse fut pillée et les Carthaginois quittent l'île au profit de Lilybée.
Après cela, le Syracusain mit en place une garnison sous le commandement d’un officier nommé Biton, pendant que son frère Leptinès en faisait le siège de sa flotte. Mais au printemps suivant (-396), Himilcon, le général punique, débarquant à Panorme avec de très fortes troupes, reprit possession de Motyé avec comparativement peu de difficulté.
Cependant, Motyé n’était pas destinée à retrouver sa puissance passée : Himilcon, apparemment convaincu des avantages de Lilybée, fonde une nouvelle cité sur le promontoire du même nom, vers laquelle il transfére les quelques habitants de Motyé qui ont survécu.
Après cette période, la cité disparait complètement de l’histoire, et le petit îlot sur lequel elle est bâtie est probablement occupé, tout comme maintenant, uniquement par quelques pêcheurs.

### Époque romaine
À l’époque de la conquête de la Sicile par les Romains, pendant la première guerre punique (-264--241), Motyé est éclipsée par Lilybée.

## Numismatique
Il est singulier, bien que nous n’ayons aucune preuve que Motyé ait reçu une population grecque ou soit tombée aux mains des Grecs avant sa conquête par Denys, qu'il existe des monnaies de la cité avec la légende grecque "ΜΟΤΥΑΙΟΝ". Elles sont en définitive d’une grande rareté et apparemment imitées de celles de la ville voisine de Ségeste.

## Recherches archéologiques
Identifié dès le XVIIe siècle, le site a fait l'objet de sondages au XIXe siècle par Heinrich Schliemann et de fouilles approfondies par Joseph Whitaker, véritable bienfaiteur du site, qui l'acheta, puis s'attacha sa vie durant à le mettre en valeur. Il fit placer le produit des fouilles dans un musée situé dans l'île, qui porte désormais son nom.
En 1979, une équipe comprenant notamment Gioacchino Falsone et Vincenzo Tusa, découvre une statue de marbre, dit Aurige de Mozia.
Les recherches continuent, sous la direction de l'université « La Sapienza » de Rome avec en particulier Sabatino Moscati, jusqu'au décès de ce dernier en 1997.

## Site archéologique

### Fortifications
Un rempart entourant toute l'île fut édifié au VIe siècle av. J.-C., épais parfois de 2 m, comprenant des merlons, des tours et deux portes principales.

### Zone nord etCappiddazzu
La zone sacrée dénommée Cappiddazzu est une enceinte de 27,50 m sur 35,50 m, qui a pu être datée du début VIe siècle.

Zone nord et Cappiddazzu
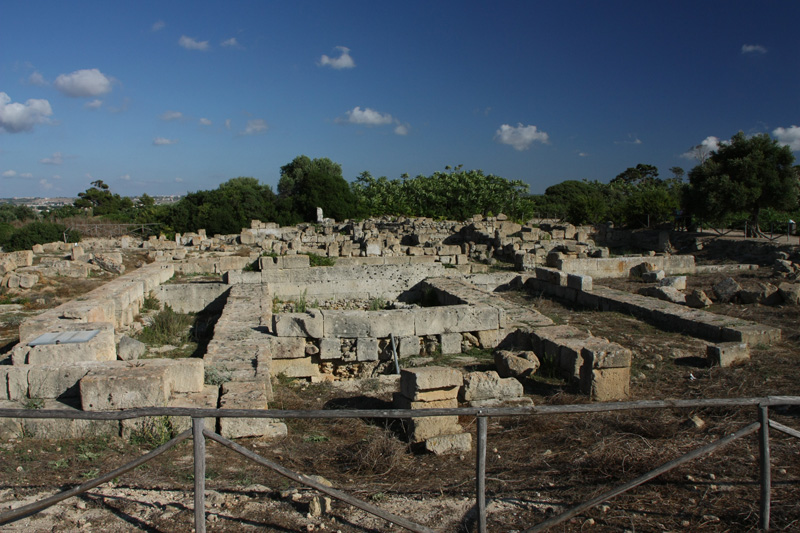
Le Cappiddazzu
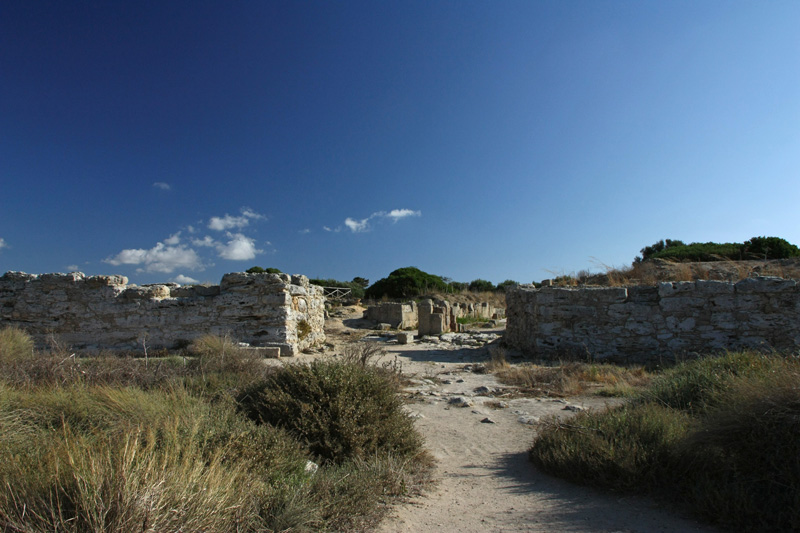
Porte nord

### Nécropole et tophet

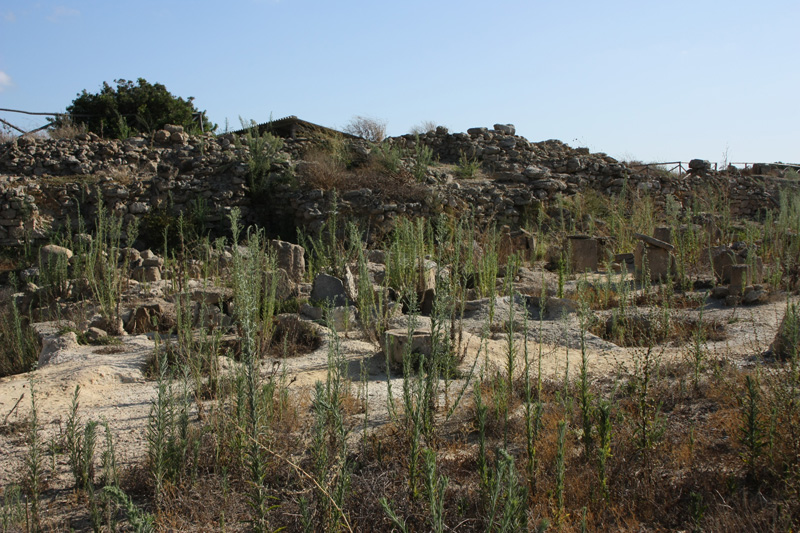
Nécropoles

Le tophet de Motyé, où l'était pratiqué le molk jusqu'à son interdiction par Gélon, qui a fait l'objet des fouilles complètes, est le mieux connu des monuments de ce type. En l'absence d'occupation urbaine ultérieure, on a pu déterminer sa superficie précise, contrairement à celui de Carthage.
Sept strates différentes ont pu être identifiées, avec une occupation sur quatre siècles, du VIIe au IIIe siècle av. J.-C.. Plus de mille stèles ont été dégagées, ainsi que des protomés de type égyptisant et un masque grimaçant.
Les stèles et le matériel archéologique découverts témoignent du métissage de la culture locale : certains motifs se retrouvent dans d'autres sites phénico-puniques (signe de Tanit, idole-bouteille), mais les œuvres en coroplathie trahissent une nette influence gréco-égyptienne.

### Habitat et «maison des mosaïques»

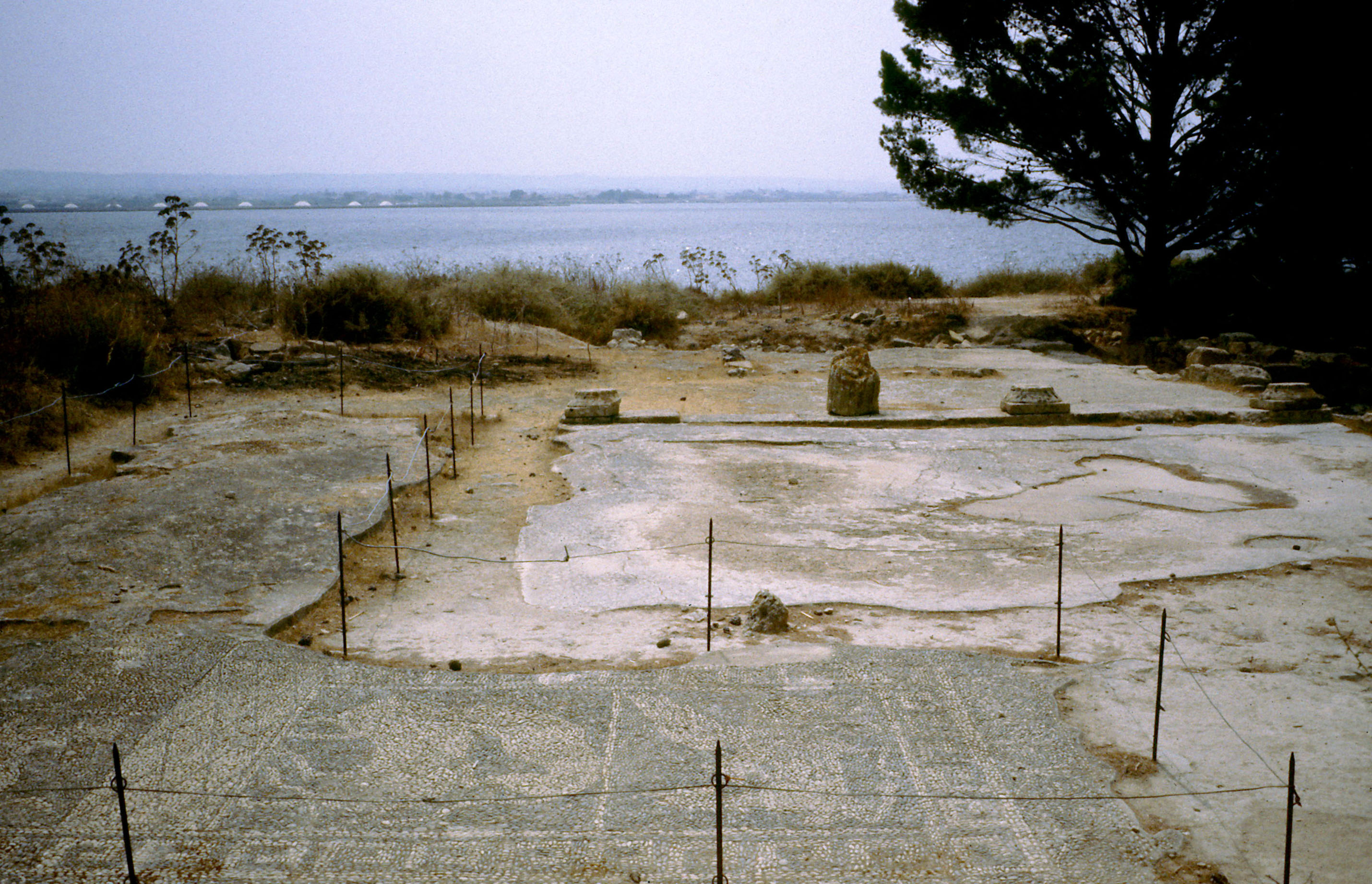
Maison des mosaïques

L'habitat de Motyé est mal connu, même si des traces d'habitat ancien ont été trouvées dans l'environnement du musée Whitaker.
Sur le site, on trouve une villa avec une mosaïque unique en Sicile, constituée de galets noirs et blancs. Cette construction est postérieure à la destruction de -397 et on a considéré comme terminus post quem la date de 250 av. J.-C. Les ruines d'une maison des amphores ont également été dégagées.

### Le «cothon»
| - Le « cothon » (l'entrée est au fond). - Entrée du « cothon ». |

Au sud se situe un bassin de 51 × 37 m (environ 2 ha), relié à la mer par un chenal et entouré d'une enceinte circulaire. D'une profondeur maximale de 2,5 m, il a longtemps été considéré comme un cothon, une installation portuaire artificielle destinée à entretenir la marine phénico-punique, comme on en trouve à Carthage, Utique, Rachgoun et peut-être Mahdia.
En 2022, une étude archéologique détaillée montre que le bassin était alimenté par deux sources et que sa bordure était aménagée pour faciliter le puisage, et met au jour trois temples, le premier consacré à Baal et le deuxième à Astarté. Le troisième temple est flanqué d'une esplanade comportant un autel creux (servant à recueillir le sang des animaux sacrifiés) entouré de deux ancres en pierre. La disposition des constructions et la découverte d'offrandes votives conduit à réinterpréter l'enceinte circulaire, le bassin et les bâtiments comme un sanctuaire aux eaux sacrées,.